# GameZone
GameZone是一个美国多平台电子游戏网站，成立于1994年。